# 江美城
江美城（えびじょう）は、鳥取県日野郡江府町にあった戦国時代の日本の城。江尾城、江尾要害とも記される。江府町指定史跡。

## 立地
江美城は、大山の火山活動でできた火砕流台地が日野川に接する、舌状に突き出した断崖に築かれている。

## 歴史
はっきりした築城年代は不明であるが、城跡説明板によると1484年（文明16年）にこの地の国人・蜂塚安房守が築城し、4代にわたって居住したという。これに対して、近年の研究では発掘調査を基にして江美城の北600メートルにある「銀杏段丸」と呼ばれる山城が戦国時代の江美城で、今日知られる城は吉川氏時代の1591年（天正19年）頃の築城だとする説が出されている。
その後1524年（大永4年）の尼子氏の伯耆侵攻（大永の五月崩れ）に伴って、尼子氏の支配下に入った。江尾城のある一帯は米子と美作国を結ぶ水陸交通上の要地であり、長く尼子氏と毛利氏による争奪戦の舞台となった。蜂塚氏は尼子氏に属し、よくこの城を守ったが1564年（永禄7年）8月8日に毛利方の将・杉原盛重の猛攻を受け、4代・蜂塚右衛門尉は一族とともに自刃し落城する。
以後、江尾城は毛利氏の支配するところとなり、伯耆を与えられた吉川広家の下で近世城郭へと改造されて慶長年間まで存続していたと見られる。なお、1617年（元和3年）に作成された吉川家の史料によれば、吉川家家臣の佐々木四郎太郎が城番として置かれていたようである。（『吉川家文書』所収「吉川広家功臣人数帳」）。なお、城内の八幡丸には吉川家の次の領主である中村氏によるとみられる改築の跡がみられ、一国一城令が出されるまで城が存続していた可能性が高い。
1979年（昭和54年）に、歴史民俗資料館として二層三階の模擬天守を建築。

## 遺構
大山山塊が日野川に突き出した比高40メートルの台地上に、戦国期の遺構が残る。
本丸は現在は水田となっており形は崩れているが、本丸の中心部に天守が存在したと見られる石垣が残る。1997年（平成9年）に行われた発掘調査の際、天守台付近から山陰では初めてとなる金箔鯱瓦や桐葉紋軒瓦が出土した。この金箔鯱瓦は毛利氏支配の頃のものと考えられるが、江尾城が織豊政権下にあっても重要かつ大規模な城として位置づけられていたことが判明した。
西の丸は本丸西方直下にある。本丸と合わせて堀切で隔てられており、三方が急峻な崖となっている。西の丸からは発掘調査によって建物礎石が発見された。西の丸入り口には北方に土塁を配した「人枡」と呼ばれる珍しい遺構が残る。八幡丸は西の丸の南方下段にある。ここには江戸時代風の隅櫓を模した江府町歴史民俗資料館が建てられている。
二の丸は本丸の北方下、比高25メートルの地点にある。三の丸は二の丸のさらに下の段にある。本丸東方の台地とは堀切で遮断されているが、西方と比べると防備が手薄である。
この他に、江尾城周辺の河川で隔絶された台地上に銀杏殿・馬場・兎丸・城ノ尾丸などの地名が残り、城郭群が存在していたことをうかがわせる。江尾の集落には上東屋敷・下東屋敷・上西屋敷・中西屋敷・下西屋敷・寺前・宮ノ前などの小字が残り、城下町が存在していたこともうかがわせる。

## アクセス
- 米子自動車道江府ICより車10分
- JR伯備線江尾駅より徒歩10分